# Daniel Webster Comstock

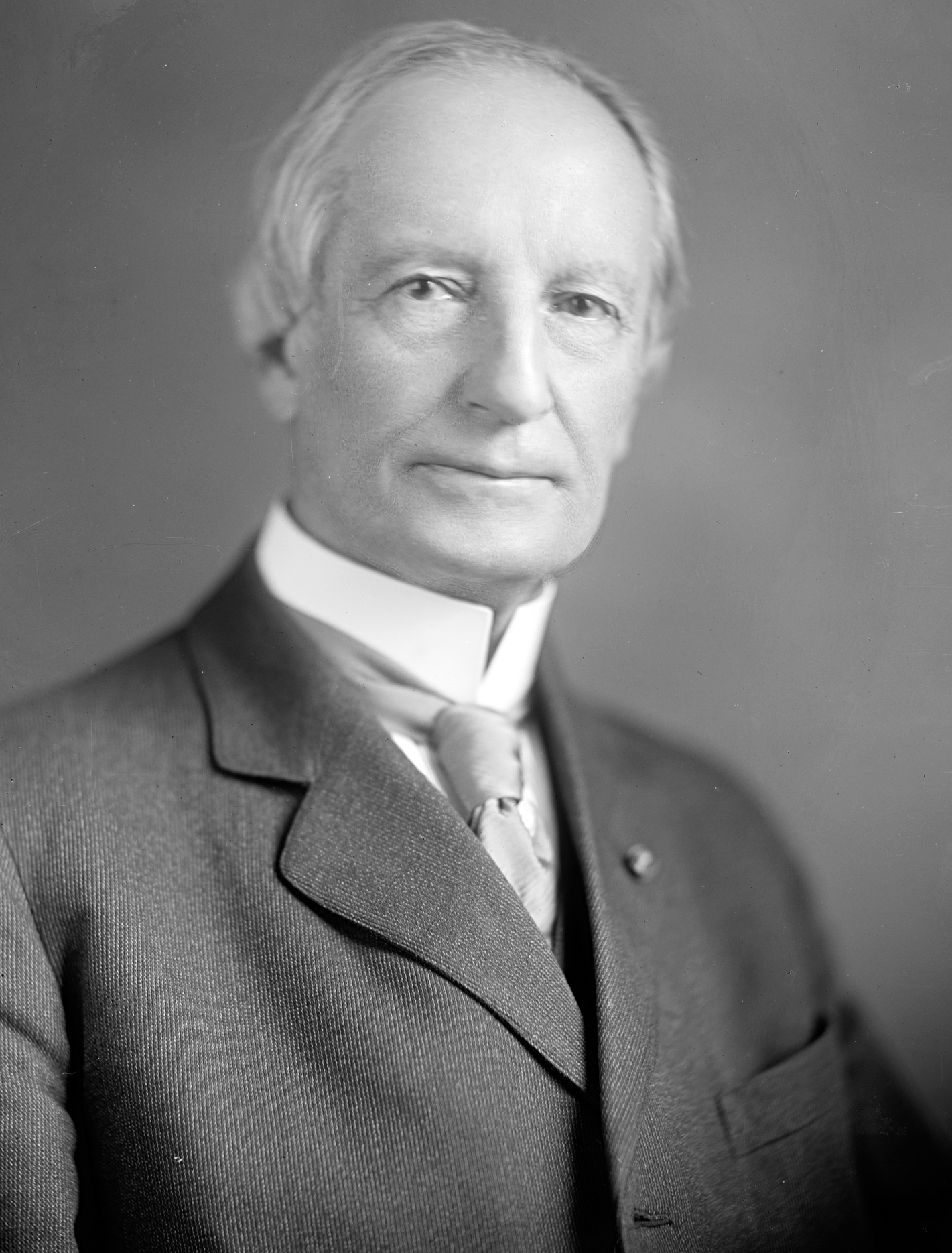
Daniel Webster Comstock

Daniel Webster Comstock (* 16. Dezember 1840 in Germantown, Montgomery County, Ohio; † 19. Mai 1917 in Washington, D.C.) war ein US-amerikanischer Politiker. Zwischen März und Mai 1917 vertrat er den Bundesstaat Indiana im US-Repräsentantenhaus.

## Werdegang
Daniel Comstock besuchte die öffentlichen Schulen seiner Heimat und studierte danach bis 1860 an der Ohio Wesleyan University in Delaware (Ohio). Nach einem anschließenden Jurastudium und seiner im Jahr 1861 erfolgten Zulassung als Rechtsanwalt begann er in New Castle (Indiana) in diesem Beruf zu arbeiten. Im Jahr 1862 war er Bezirksstaatsanwalt. Danach nahm er am Bürgerkrieg teil. Dabei stieg er bis zum Hauptmann im Heer der Union auf. Damals gehörte er zu den Besatzungstruppen in Mississippi. Nach dem Krieg ließ er sich 1866 in Richmond nieder, wo er juristischer Vertreter dieser Stadt wurde. In den Jahren 1872 bis 1874 war Comstock Staatsanwalt am Bezirksgericht im Wayne County. Von 1886 bis 1895 fungierte er als Richter im 17. Gerichtsbezirk von Indiana; danach war er bis 1911 Richter an einem Berufungsgericht. Bis 1917 praktizierte er dann als privater Rechtsanwalt.
Politisch war Comstock Mitglied der Republikanischen Partei. Im Jahr 1878 wurde er in den Senat von Indiana gewählt. Bei den Kongresswahlen des Jahres 1916 wurde er im sechsten Wahlbezirk von Indiana in das US-Repräsentantenhaus in Washington gewählt, wo er am 4. März 1917 die Nachfolge von Finly H. Gray antrat. Er konnte sein Mandat im Kongress nur bis zu seinem Tod am 19. Mai desselben Jahres ausüben. In diese Zeit fiel der Eintritt der Vereinigten Staaten in den Ersten Weltkrieg.